# Vitória Sernache
Grupo Desportivo Vitória de Sernache ist ein portugiesischer Sportverein aus Cernache do Bonjardim im Landkreis von Sertã. Der Klub aus dem Distrikt Castelo Branco ist insbesondere für seine Fußballmannschaft bekannt, die eine Spielzeit in der zweitklassigen Segunda Divisão antrat und mehrfach an der Taça de Portugal, dem Landespokal teilnahm.

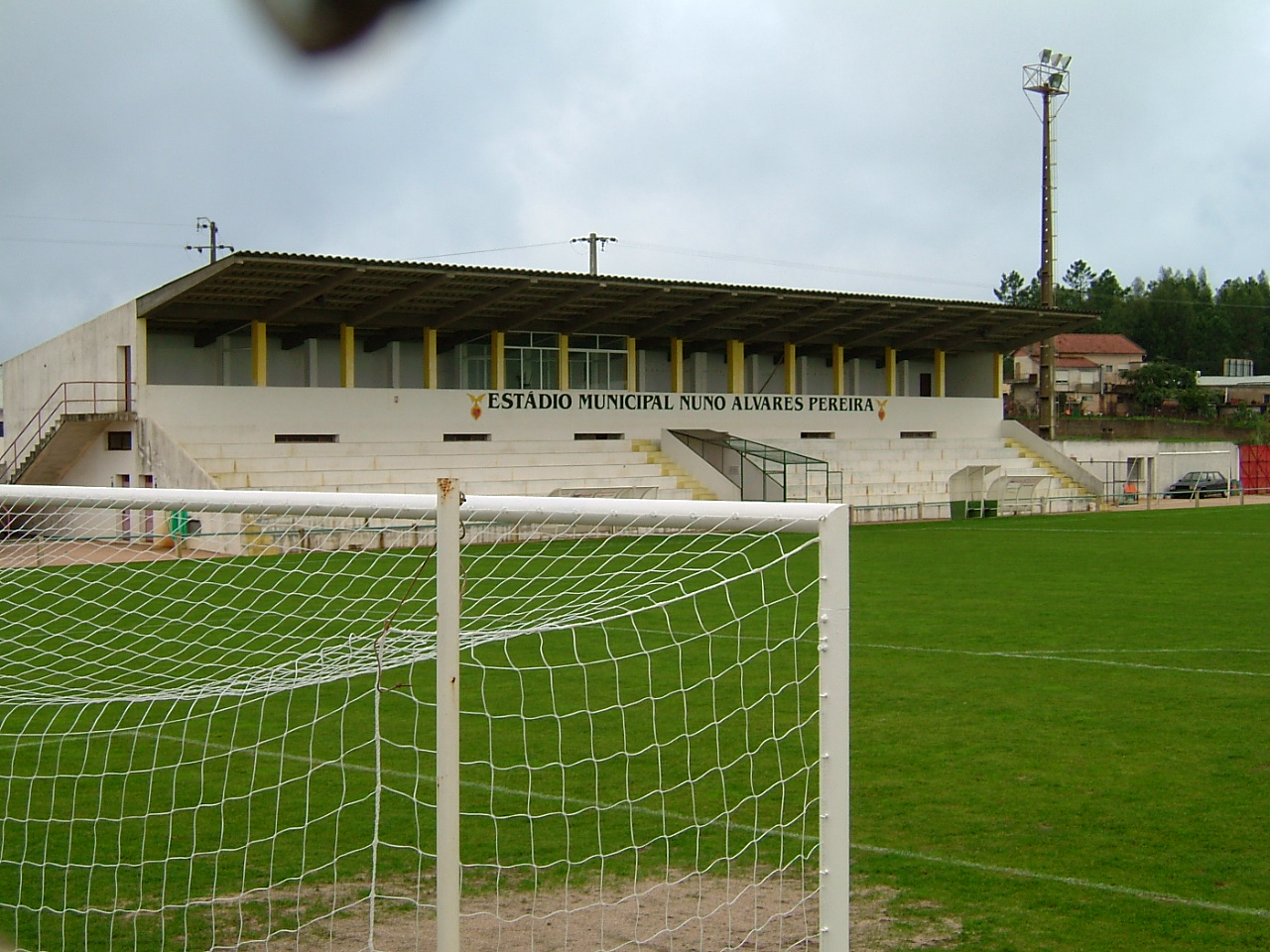
Das Estádio Municipal Nuno Alvares Pereira in Cernache do Bonjardim, Heimstätte von Vitória Sernache.

## Geschichte und Hintergrund
Nach der Gründung 1948 spielte Vitória Sernache zunächst im regionalen Ligabereich und stieg 1961 in die Segunda Divisão auf. Nach nur fünf Siegen aus 26 Saisonspielen belegte die Mannschaft hinter dem Caldas SC den letzten Tabellenplatz der Nordstaffel und stieg direkt wieder ab. 1996 gelang mit dem Aufstieg in die viertklassige Terceira Divisão die Rückkehr in den von der Federação Portuguesa de Futebol organisierten Spielbetrieb. Nach dem direkten Wiederab- und aufstieg hielt sich die Mannschaft anschließend bis 2003 auf dem Spielniveau. 2012 gelang der erneute Aufstieg, bei einer anschließenden Ligareform verpasste der Klub die Qualifikation für das drittklassige Campeonato Nacional de Seniores. Als Regionalmeister stieg die Mannschaft 2014 in die Spielklasse auf. Nach dem Abstieg 2017 folgte zwei Jahre später die Rückkehr. Bei einer erneute Ligareform in Folge der Auswirkungen der COVID-19-Pandemie in Portugal mit der Einführung der Liga 3 als neuer dritter Spielklasse 2021 verpasste die Mannschaft die Qualifikation und stieg ein Jahr später aus der zwischenzeitlich in Campeonato de Portugal umbenannten Spielklasse in den regionalen Ligabereich ab. Nach dem Wiederaufstieg in das Campeonato de Portugal 2023 verpasste die Mannschaft direkt den Klassenerhalt.